# Fußball-Südasienmeisterschaft 2008
| Fußball-Südasienmeisterschaft 2008 2008 South Asian Football Federation Cup™ |                  |
|                                                                              |                  |
| Anzahl Nationen                                                              | 8                |
| Südasienmeister                                                              | Malediven        |
| Austragungsort                                                               | Malé und Colombo |
| Eröffnung                                                                    | 3. Juni 2008     |
| Endspiel                                                                     | 14. Juni 2008    |
| Tore                                                                         | 43               |
| Torschützenkönig(e)                                                          | Harez Habib (4)  |

Die siebte Fußball-Südasienmeisterschaft, offiziell South Asian Football Federation Cup 2008, fand vom 3. bis zum 14. Juni 2008 auf den Malediven und Sri Lanka statt. Acht Mannschaften aus dem südasiatischen Raum spielten hier um den Titel des Südasienmeisters.
Die Malediven waren zum ersten Mal Gastgeber des von der South Asian Football Federation ausgerichteten Turniers, während Sri Lanka zum zweiten Mal Gastgeber des Turniers war. Der Inselstaat hatte bereits die zweite Ausgabe 1995 ausgetragen, damals errang die Nationalmannschaft des Gastgebers nach einem 1:0-Sieg über Indien den Titel. Ursprünglich sollte diese Meisterschaft bereits im Dezember 2007 stattfinden, im Oktober 2007 entschied man sich allerdings für die Verschiebung des Turniers, da der indische Fußballverband aufgrund des gleichzeitigen Starts der neuen indischen Fußballliga zu diesem Zeitpunkt keine Mannschaft entsenden konnte.
Die Malediven gewannen das Turnier nach einem 1:0 über den Titelverteidiger aus Indien. Mukthar Naseer erzielte den Siegestreffer in der 87. Spielminute und sicherte den Malediven ihren ersten Sieg bei einem internationalen Fußballwettbewerb. Torschützenkönig wurde Harez Habib, dem Afghanen gelangen vier Treffer bei der Endrunde. Ali Ashfaq aus den Malediven wurde zum besten Spieler gekürt.
Als Siegesprämie erhielten die Malediven 50.000 US-Dollar, die zweitplatzierten Inder 25.000 Dollar, während die beiden Halbfinalisten Sri Lanka und Bhutan je 10.000 erhielten.

## Gruppen
Die acht teilnehmenden Mannschaften wurden in zwei Gruppen mit jeweils vier Mannschaften eingeteilt. In der Gruppenphase spielten die Mannschaften im Liga-System jeweils einmal gegeneinander. Der Gruppensieger und der Zweitplatzierte erreichten das Halbfinale, die Gewinner der Halbfinalspiele trugen das Finale aus. Ein Spiel um den dritten Platz fand nicht statt.
Die Auslosung der Gruppen fand am 28. Februar 2008 auf dem Paradise Island Resort der maledivischen Hauptstadt Male statt. Es ergaben sich folgende Gruppen:
| Gruppe A  | Gruppe B    |
| --------- | ----------- |
| Malediven | Sri Lanka   |
| Indien    | Bangladesch |
| Pakistan  | Afghanistan |
| Nepal     | Bhutan      |

## Austragungsorte
Die Spiele werden in den jeweiligen Hauptstädten, also in Malé und Colombo ausgetragen werden. Die Eröffnungszeremonie wird in der maledivischen Hauptstadt stattfinden, während das Finale in Sri Lanka ausgetragen wird.
- Malé: In der Hauptstadt der Malediven werden die Spiele der Gruppe A sowie ein Halbfinale auf dem Rasmee-Dhandu-Stadion ausgetragen. Diese Austragungsstätte hat eine Kapazität von 11.850 Plätzen.
- Colombo: Die Vorrundenspiele der Gruppe B sowie ein Halbfinale und das Endspiel werden im Sugathadasa-Stadion ausgetragen. Das Nationalstadion Sri Lankas bietet bis 25.000 Menschen Platz.

Die Halbfinalspielstätten wurden so festgelegt, dass die Malediven und Sri Lanka jeweils ein Heimspiel haben, wenn sie Gruppensieger werden.

## Spiele und Ergebnisse

### Gruppe A
| Pl.                            | Land      | Sp. | S | U | N | Tore    | Diff. | Punkte |
| ------------------------------ | --------- | --- | - | - | - | ------- | ----- | ------ |
| 1.                             | Indien    | 3   | 3 | 0 | 0 | 007:100 | +6    | 09     |
| 2.                             | Malediven | 3   | 2 | 0 | 1 | 007:200 | +5    | 06     |
| 3.                             | Nepal     | 3   | 1 | 0 | 2 | 005:900 | −4    | 03     |
| 4.                             | Pakistan  | 3   | 0 | 0 | 3 | 002:900 | −7    | 0      |
| Stand: Endstand (7. Juni 2008) |           |     |   |   |   |         |       |        |

|              |   |           |           |
| 3. Juni 2008 |   |           |           |
| Indien       | – | Nepal     | 4:0 (2:0) |
| Malediven    | – | Pakistan  | 3:0 (1:0) |
| 5. Juni 2008 |   |           |           |
| Pakistan     | – | Indien    | 1:2 (0:2) |
| Nepal        | – | Malediven | 1:4 (1:1) |
| 7. Juni 2008 |   |           |           |
| Malediven    | – | Indien    | 0:1 (0:1) |
| Pakistan     | – | Nepal     | 1:4 (0:2) |

### Gruppe B
| Pl.                            | Land        | Sp. | S | U | N | Tore    | Diff. | Punkte |
| ------------------------------ | ----------- | --- | - | - | - | ------- | ----- | ------ |
| 1.                             | Sri Lanka   | 3   | 2 | 1 | 0 | 005:200 | +3    | 07     |
| 2.                             | Bhutan      | 3   | 1 | 1 | 1 | 004:400 | ±0    | 04     |
| 3.                             | Bangladesch | 3   | 0 | 2 | 1 | 003:400 | −1    | 02     |
| 4.                             | Afghanistan | 3   | 0 | 2 | 1 | 005:700 | −2    | 02     |
| Stand: Endstand (8. Juni 2008) |             |     |   |   |   |         |       |        |

|              |   |             |           |
| 4. Juni 2008 |   |             |           |
| Bangladesch  | – | Bhutan      | 1:1 (1:0) |
| Sri Lanka    | – | Afghanistan | 2:2 (1:1) |
| 6. Juni 2008 |   |             |           |
| Afghanistan  | – | Bangladesch | 2:2 (2:0) |
| Bhutan       | – | Sri Lanka   | 0:2 (0:2) |
| 8. Juni 2008 |   |             |           |
| Sri Lanka    | – | Bangladesch | 1:0 (0:0) |
| Afghanistan  | – | Bhutan      | 1:3 (0:1) |

### Halbfinale
|               |   |           |                      |
| 11. Juni 2008 |   |           |                      |
| Indien        | – | Bhutan    | 2:1 n. V. (1:1, 1:1) |
| 11. Juni 2008 |   |           |                      |
| Sri Lanka     | – | Malediven | 0:1                  |

### Finale
| Indien                                         | Indien                                                                         | Malediven                                                                      | Malediven |
| ---------------------------------------------- | ------------------------------------------------------------------------------ | ------------------------------------------------------------------------------ | --------- |
| Indien                                         | \| 14. Juni 2008 in Colombo (Sugathadasa Stadium) \| \| Ergebnis: 0:1 (0:0) \| | \| 14. Juni 2008 in Colombo (Sugathadasa Stadium) \| \| Ergebnis: 0:1 (0:0) \| | Malediven |
| Indien                                         | 0:1 Mukhthar Naseer (87.)                                                      |                                                                                | Malediven |
| 14. Juni 2008 in Colombo (Sugathadasa Stadium) |                                                                                |                                                                                |           |
| Ergebnis: 0:1 (0:0)                            |                                                                                |                                                                                |           |